# 仁川大韓航空ジャンボス
仁川大韓航空ジャンボス（インチョンだいかんこうくうジャンボス、韓国語: 인천 대한항공 점보스）は、韓国・仁川広域市を本拠地とする男子バレーボールチーム。

## 歴史
1969年10月に創設。
韓国のVリーグが設立された2005年、プロクラブとなり、Vリーグに参戦。
2006/07シーズン、Vリーグのレギュラーラウンドで3位に入り、3回目のVリーグにして初めてポストシーズンに駒を進める。
2007/08シーズン、KOVOカップで初優勝を果たし、プロ化後初タイトルを獲得。Vリーグのレギュラーラウンドで自己最高の2位に入る。しかし、プレーオフで敗れたため、前回と同じ3位で終了。2008/09シーズン、2009/10シーズンもVリーグで3位となる。
2010/11シーズン、Vリーグのレギュラーラウンドで優勝して優勝決定戦進出を果たしたため、自己最高となる準優勝以上が確定。優勝決定戦では、3連覇中の大田三星火災ブルーファングスに4連敗を喫し、準優勝となった。2011/12シーズン、2012/13シーズンも優勝決定戦に進出するが、三星火災の連覇を止められず、3シーズン連続の準優勝となる。
2017/18シーズン、Vリーグのレギュラーラウンドは3位だったものの、優勝決定戦で天安現代キャピタル・スカイウォーカーズに3勝1敗とし、第14回Vリーグにして初優勝を果たした。
2020/21シーズン、Vリーグのレギュラーラウンドで優勝し、優勝決定戦でもソウル・ウリカード・ウィビーに3勝2敗とし、完全優勝を果たした。
2021年、日本のV.LEAGUE DIVISION1 MENに所属するウルフドッグス名古屋で4シーズン監督を務めたばかりのトミー・ティリカイネンを監督に招聘した。
2021/22シーズンも、Vリーグで完全優勝を果たし、初のVリーグ連覇を達成した。
2025年、ティリカイネンの後任として元ブラジル代表監督のレナン・ダル・ゾットが監督に就任。

## 主な成績
Vリーグ (韓国)
- 優勝：3回（2017-2018、2020-2021、2021-2022）
- 準優勝：5回（2010-2011、2011-2012、2012-2013、2016-2017、2018-2019）

KOVOカップ
- 優勝：5回（2007年、2011年、2014年、2019年、2022年）
- 準優勝：2回（2010年、2020年）